# 스텝 기후

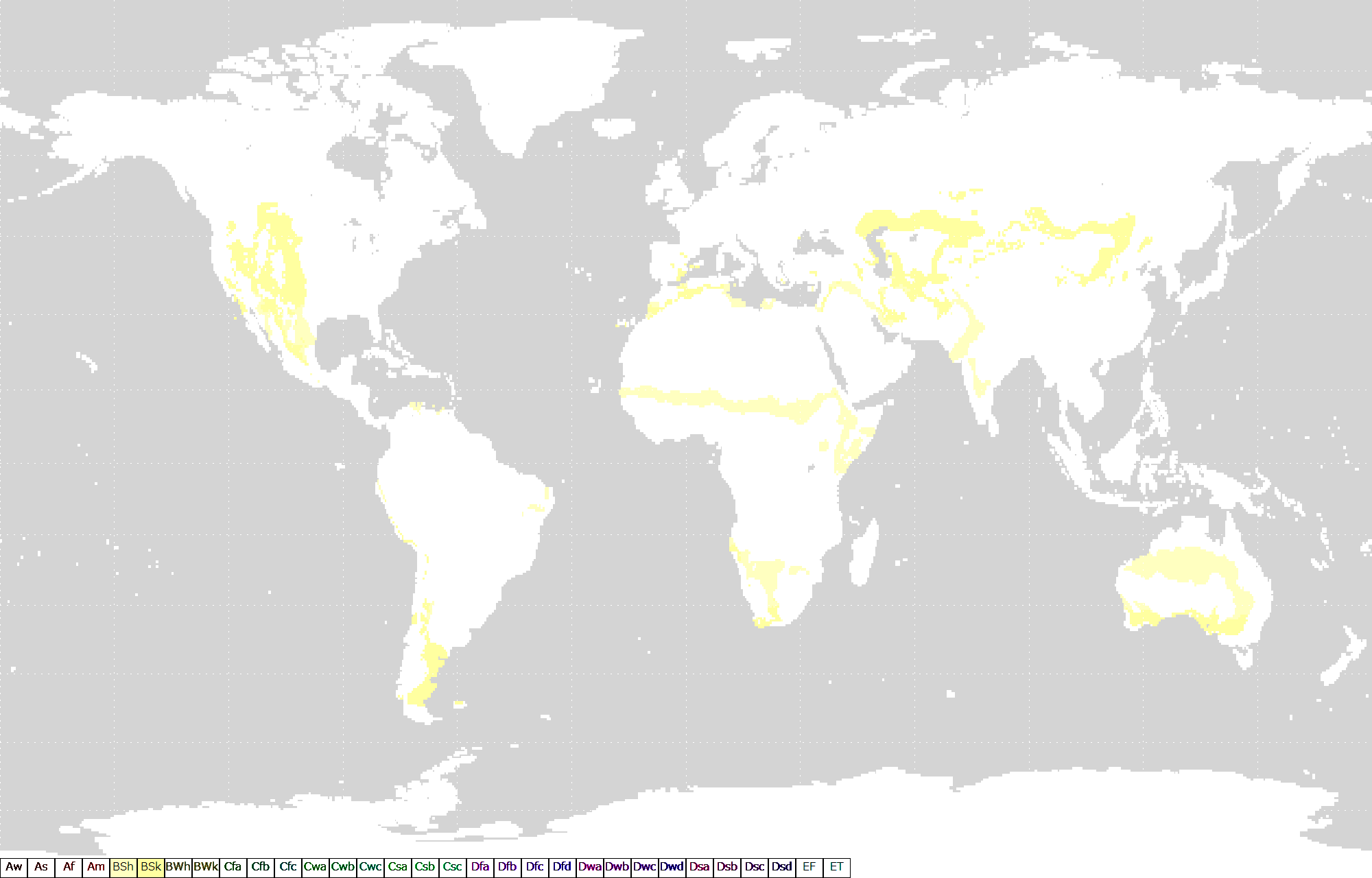
스텝 기후 분포 모습

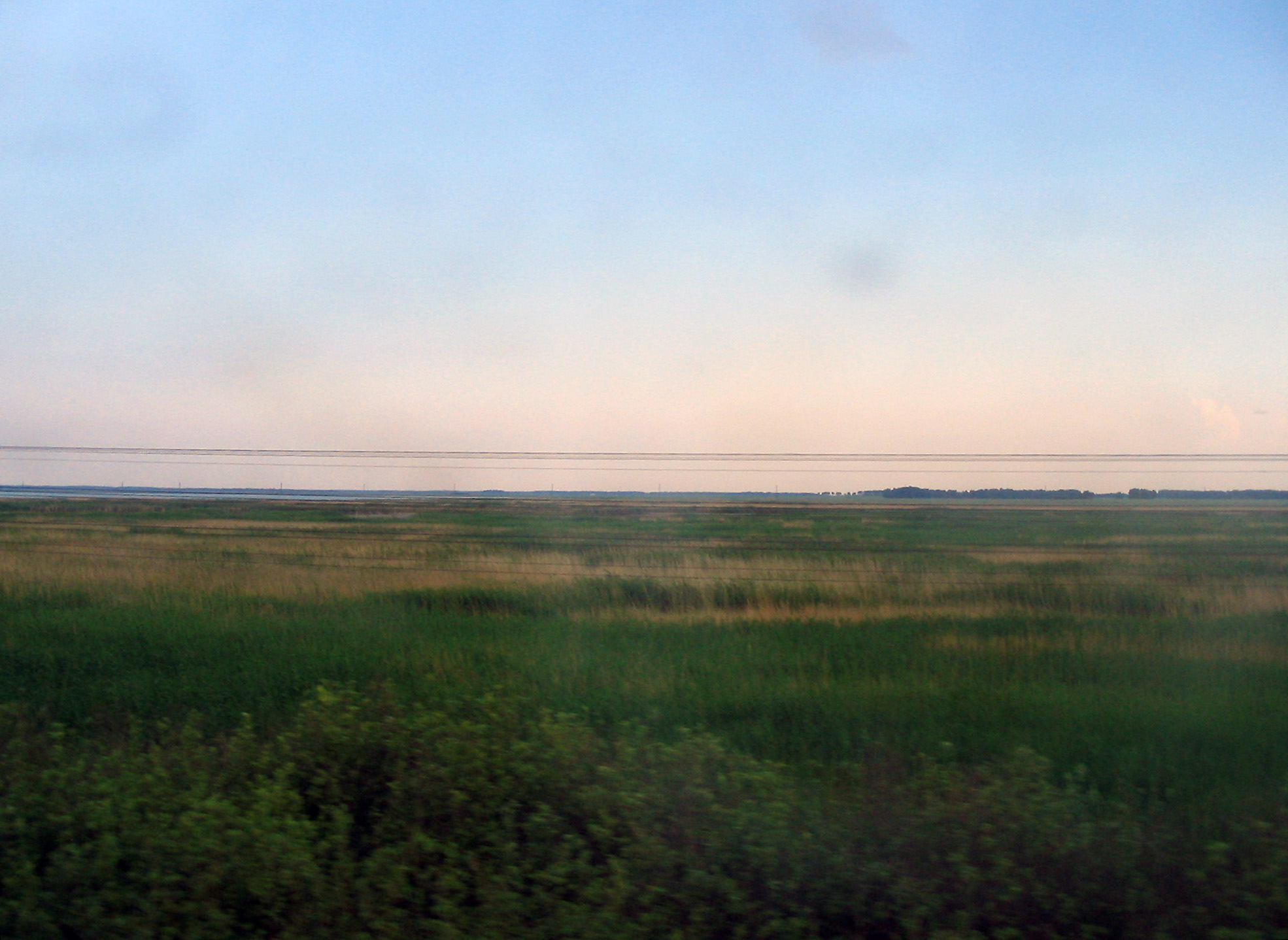
스텝 기후에서는 짧은 풀로 이루어진 초원이 발달한다. 사진은 시베리아 서부 지방의 모습.

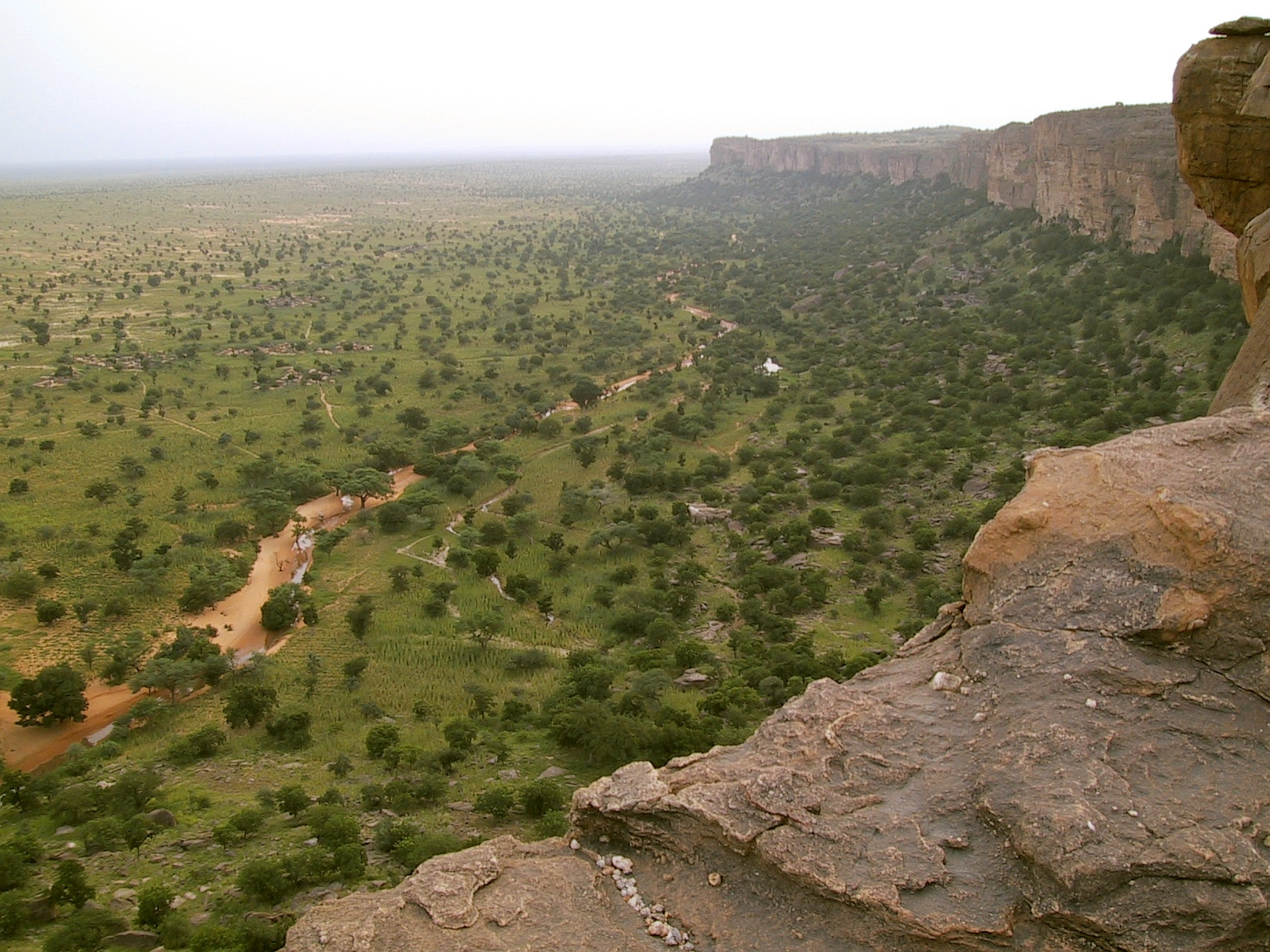
말리에 이루어져 있는 사헬 지대이다.

스텝 기후(Steppe Climate/Semi-arid climate)는 쾨펜의 기후 구분에서 건조 기후에 속하며, 초원 기후라고도 한다. 사막 기후 다음으로 건조하다. 사하라 사막과 호주 사막과 같은 사막 기후 지역을 둘러싸며 분포한다. 주로 아열대 고기압대에 위치한다. 기호는 BS이며, 연 강우량은 250mm이상 500mm 미만, 연교차는 25~30˚C 정도 된다. 비는 매우 일시적으로 오기 때문에 큰 나무가 자라는 경우는 거의 없고 짧은 풀이 많이 자란다. 주로 중위도 지방에서 나타나며, 넓게 펼쳐진 온대초원이다.
반 건조 기후에 건기와 우기가 뚜렷하며, 대체로 건기가 우기보다 길다.
원래 스텝은 시베리아와 중앙아시아(터키, 몽골 등 중위도 고압대 지방)에 있는 짧은 풀로 이루어진 초원만을 일컫는 용어였으나, 현재는 팜파스, 오스트레일리아의 대찬정분지, 러시아 흑토지대, 북아메리카 프레리와 아프리카 일부 지역 등까지 포함하는 말이 되었다. 토양은 프레리토와 초르노젬이 대표적이다. 프레리토는 미국 프레리의 비옥한 흙을 말하며, 초르노젬은 우크라이나 일대의 비옥한 흑색토를 말한다.
스텝 기후에서는 주로 풀을 먹이로 하는 유목과 방목과 같은 목축을 하며, 특히 남아메리카와 오스트레일리아의 경우 기업이 운영하는 대규모 방목도 이루어진다. 아시아와 아프리카의 스텝은 전통 유목생활과 건조생활을 하기도 한다. 건조한계에 가까운 곳에서는 토양이 좋아 농업에 유리한데, 우크라이나의 경우 흑해 근방의 질 좋은 흑토 때문에 대규모 곡창지대가 되었다. 특히, 이 곳에서는 밀이 다량으로 재배된다.

## 스텝 기후의 성질을 띠고 있는 지역

### 아메리카
- 미국 서단을 제외한 중서부 대부분
- 멕시코 중부 대부분
- 베네수엘라 북단
- 페루 서단 일부
- 아르헨티나 남동단 일부
- 칠레 남부 일부
- 브라질 동부 일부

### 유럽
- 스페인 동부 일부
- 러시아 카스피해 지역 일부

### 아프리카
- 모로코 북부 일부
- 알제리 북부 일부
- 튀니지 중부
- 리비아 북단
- 이집트 알렉산드리아 일원
- 세네갈 북부
- 말리 중부
- 니제르 남부
- 차드 남부
- 수단 남부
- 남수단 북부
- 에티오피아 중부 대부분
- 소말리아 남부 일부
- 앙골라 남부 일부
- 나미비아 동부
- 보츠와나 중남부
- 짐바브웨 서부
- 남아프리카 공화국 중부 일부

### 아시아
- 시리아 동부
- 이스라엘 북부
- 이라크 서부
- 튀르키예 일부
- 아제르바이잔 동부 일부
- 이란 중부 일부
- 인도 서부 일부
- 파키스탄 북부
- 아프가니스탄 남부
- 카자흐스탄 중부
- 중국 북부 일부
- 몽골 중부 일부

### 오세아니아
- 오스트레일리아 중부 및 남부 일부

## 같이 보기
- 쾨펜의 기후 구분
- 건조 기후
- 사막 기후
- 초원